# Německý špic
Německý špic je nejstarší psí plemeno ve střední Evropě,[zdroj?] jeho předkem je pes rašelinný (Canis familiaris palustris Ruthimeyer) z doby kamenné[zdroj?] a pozdější špic kolových staveb, z něhož se vyvinula řada dalších plemen. Tento společenský pes je stále živý, velice ostražitý, hravý, mimořádně učenlivý a proto snadno vychovatelný. Nedůvěřivost k cizím lidem a absence loveckého pudu ho činí ideálním hlídačem pro dům a zahradu.[zdroj⁠?!]

## Vzhled

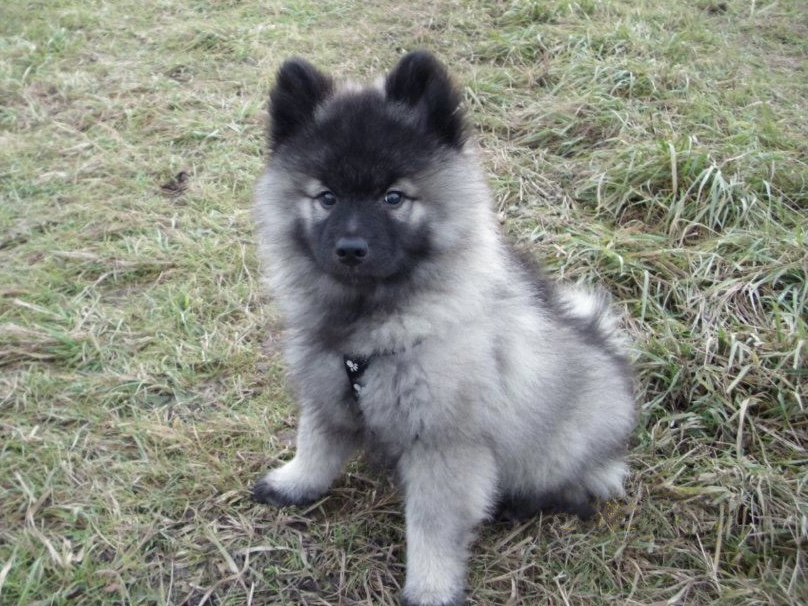
Štěně - vlčí špic / keeshond

Nejnápadnější na špicech je bohatá srst – dlouhé, rovné, odstávající pesíky a krátká, hustá, vatovitá podsada, díky které srst odstává od těla.[zdroj⁠?!] Hlava, uši, přední strana hrudních i pánevních končetin a tlapky jsou osrstěny krátce a hustě (sametově), zbytek těla je porostlý dlouhou a bohatou srstí, zadní končetiny jsou bohatě obrostlé „kalhotkami“. Kolem krku je mohutný límec, bujně osrstěný, vysoko nasazený, zatočený ocas je nesený nad hřbetem. Hlava podobná liščí, s malými špičatými, dopředu otočeným oušky a bystrýma očima. Poměr kohoutkové výšky k délce psa má být 1:1.[zdroj⁠?!]
Špic nepotřebuje střihovou úpravu a pravidelné návštěvy psích salónů. Jeho srst je tzv. samočisticí. Trpasličí, malé, střední ani velké či vlčí špice není třeba střihově upravovat vůbec, stačí je pouze pravidelně vyčesávat, v době línání je péče o srst častější. Jiná situace je avšak u tzv. pomeranianů a keeshondů, kteří již vyžadují jisté střihové úpravy a pravidelnou, velice pečlivou péči o svoji srst.

## Velikostní a barevné rázy
- Vlčí špic / Keeshond : 49 cm +/– 6 cm, barva: vlkošedá s černou maskou, bez bílých znaků.
- Velký špic: 46 cm +/– 4 cm, barva: černá, hnědá, bílá.

Pozn.: hnědá barva se v České republice u velkých špiců vůbec nevyskytuje a stejně jsou na tom i v zahraničí - toto platilo v letech 1988 až 2003. V ČR je velký špic v hnědé barvě od roku 2014 - jeden jedinec. V roce 2017 se v České republice narodily 2 hnědé fenky z experimentálního spojení vlčí fena x černý pes, toto spojení bylo uskutečněno pro rozšíření velice úzké genetické základny tohoto rázu špiců. Také černá a bílá varieta se v současnosti potýká s hrozbou vymizení. Chovatelé se snaží tuto variantu špice zachránit.
- Střední špic: 34 cm +/– 4 cm, barva: černá, hnědá, bílá, vlkošedá/žíhaná, oranžová, orange-sable (sable = černý melír na základní barvě), krémová, creme-sable, strakoši a tan, ostatní barvy.
- Malý špic: 26 cm +/– 3 cm, barva: černá, hnědá, bílá, vlkošedá/žíhaná, oranžová, orange-sable (sable = černý melír na základní barvě), krémová, creme-sable, strakoši a tan, ostatní barvy.
- Pomeranian / Německý trpasličí špic: 20 cm +/– 2 cm, barva: černá, hnědá, bílá, vlkošedá/žíhaná, oranžová, orange-sable (sable = černý melír na základní barvě), krémová, creme-sable, strakoši a tan, ostatní barvy.

Každá velikostní varianta německého špice má mít hmotnost odpovídající její výšce.

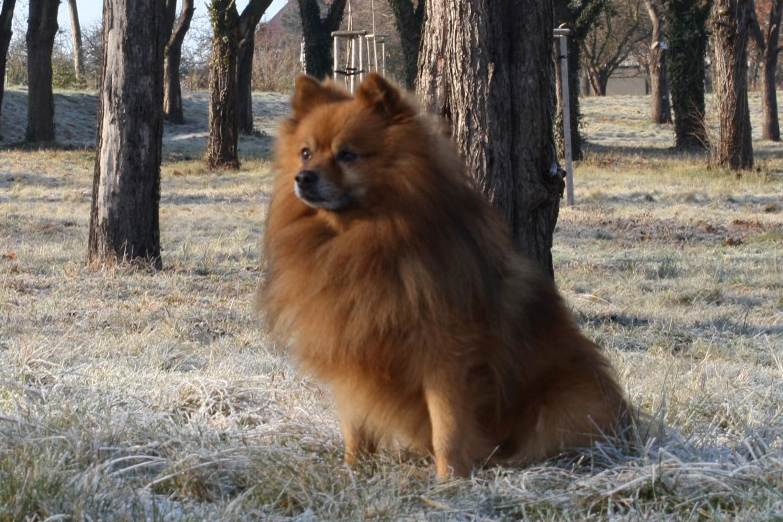
Špic malý

## Využití
Německý špic je velice temperamentní, hodí se tedy na jakýkoliv sport, či kynologickou disciplínu.[zdroj⁠?!] I ti nejmenší (trpasličí špicové), vyhrávají závody agility, či se věnují klasickému výcviku popřípadě dogdancingu.[zdroj⁠?!] Větší velikostní formy špiců se věnují také záchranářství či coursingu; ve všech těchto disciplínách jsou špicové velice úspěšní.[zdroj⁠?!] Špic je ovšem plemenem, který ke svému spokojenému životu nutně nepotřebuje ani jednu z těchto věcí. Nejraději dělá to, co jeho pán, takže špic může být i jen společníkem v běžném životě, který bude nesmírně vděčný pouze za to, že je se svým člověkem a smí ho dělat šťastným.[zdroj⁠?!]

## Uchovnění
Pro zařazení jedince do chovu je v současné době[kdy?] v ČR třeba mít vyšetření - u vlčích a velkých špiců DKK vyhodnocen stupeň  musí provést veterinární lékař s příslušnou aprobací a u ostatních vyšetření stupně luxace patell taktéž provedeno aprobovaným veterinárním lékařem a dostavit se k tzv. bonitaci, tedy předvést jedince bonitační komisi složené z poradce chovu, mezinárodního posuzovatele exteriéru psů a člena výboru Klubu chovatelů špiců; komise jedince posoudí, zda splňuje standard a nemá nějakou vylučující vadu, jež by ho pro použití z chovu vyloučila.
Kluby, které zastřešují německé špice, jsou v České republice dva. Od roku 1967 Klub chovatelů špiců a od roku 2020 Klub chovatelů německých špiců.

## Zdraví
Průměrná délka života: 13 – 15 let.
Zástupci tohoto plemene se v porovnání s ostatními psy hojně dožívají úctyhodného věku. Přesto se také u Německého špice vyskytuje řada chorob, které tyto činorodé psy sužují častěji než ostatní. Stejně jako mnohá menší plemena jsou především malí a trpasličí špicové náchylní k luxaci patelly. Dalším nepříjemným onemocněním podobného typu je dysplazie loketního kloubu. Německý špic může mít sklony k různým formám alergií, včetně potravinových. Zcela výjimečná nejsou bohužel ani oční onemocnění. Mnoho psů tohoto plemene sužuje zubní kámen a problémy s dásněmi, především v pokročilejším věku. Spíše ojediněle se u německého špice vyskytuje epilepsie.